# Dolichoneura
Dolichoneura es un género de polilla perteneciente a la familia Geometridae, descrito por primera vez por William Warren en 1894.
El género se caracteriza por sus características morfológicas únicas y se encuentra a menudo en varias regiones tropicales y subtropicales alrededor del mundo.

## Especies
- Dolichoneura albidentata Warren, 1894
- Dolichoneura convergens Warren, 1904
- Dolichoneura eriphyle Schaus, 1912
- Dolichoneura eutheges Prout, 1932
- Dolichoneura foveata Prout, 1916
- Dolichoneura ichnaea Prout, 1932
- Dolichoneura innotata Warren, 1894
- † Dolichoneura jorelisae Sarto i Monteys, Hausmann, Baixeras and Peñalver, 2022[2]
- Dolichoneura missionis Prout, 1923
- Dolichoneura nigrinotata Warren, 1906
- Dolichoneura oxypteraria Guenée, 1858
- Dolichoneura revisa Prout, 1932
- Dolichoneura wucherpfennigi Debauche, 1937